# Steven Zierk
Steven Zierk (nascut el 27 d'agost de 1993) és un jugador d'escacs estatunidenc, que té el títol de Gran Mestre. Fou el Campió del món sub-18 l'any 2010. Va acabar el torneig amb 9.5/11, un punt per damunt del segon classificat Samvel Ter-Sahakian. El 2015, Steven es graduà al Massachusetts Institute of Technology, on formà part de la fraternitat Phi Kappa Sigma.
El juny de 2018, Zierk va obtenir la seva darrera norma de GM en obtenir el primer lloc al Charlotte Chess Center's Summer 2018 GM Norm Invitational celebrat a Charlotte, Carolina del Nord, imbatut amb 6.5/9 punts.